# Monsieur Prud'homme fait faire sa statue
Pour plus de détails, voir Fiche technique et Distribution.
Monsieur Prud'homme fait faire sa statue est un film muet français réalisé par Léonce Perret, sorti en 1909.

## Fiche technique
- Titre : Monsieur Prud'homme fait faire sa statue
- Réalisation : Léonce Perret
- Scénario :
- Photographie :
- Société de production : Société des Etablissements L. Gaumont
- Pays d'origine :  France
- Format : Noir et blanc — 35 mm — 1,33:1 — Muet
- Genre : Comédie
- Métrage :
- Durée :
- Dates de sortie :
  -  France : 1909

## Distribution
- Léonce Perret : Monsieur Prud'homme
- Valentine Petit : Madame Prud'homme